# Rhamphomyia ise
Rhamphomyia ise är en tvåvingeart som beskrevs av Frey 1953. Rhamphomyia ise ingår i släktet Rhamphomyia och familjen dansflugor. Inga underarter finns listade i Catalogue of Life.